# Bromhidrosis
Die Bromhidrosis oder Bromhidrose (griech. βρῶμος (brômos) ‚Bocksgestank der Tiere‘; ἱδρώς  (hidrós) ‚Schweiß‘) oder Osmidrose (altgriech. ὀσμή osmē ‚Geruch‘) ist eine Erkrankung, bei der es zu starkem Körpergeruch der Betroffenen kommt.
Es werden zwei Formen unterschieden:
- Apokrine Bromhidrose

- Ekkrine Bromhidrose

## Apokrine Bromhidrose
Der aus den Duftschweißdrüsen stammende apokrine Schweiß oder Talg wird durch Bakterien in Fettsäuren und Amine verstoffwechselt, was zu einem starken Geruch führt. Je nach Zusammensetzung riecht es muffig, ranzig, säuerlich und ist für die Betroffenen stark belastend und führt häufig zu psychischen Problemen. Obwohl sie sich mehrmals am Tag waschen, bleibt die Angst „zu riechen“, was sich bis zu Geruchswahnvorstellungen als besonderer Form einer Dysmorphophobie steigern kann.
Apokrine Duftdrüsen werden von adrenergen Nervenfasern innerviert, so dass besonders bei Stress eine erhöhte Schweißproduktion zu bemerken ist, womit die Aussage verständlich wird, dass man „Angst riechen“ könne, wobei es sich hier um eine Signalverarbeitung unterhalb der bewussten Wahrnehmungsschwelle und somit nicht um eine Bromhidrose handelt.

## Ekkrine Bromhidrose
Bei der ekkrinen Bromhidrose sind die ekkrinen Schweißdrüsen in die Geruchsverursachung involviert. Es wird weiterhin unterschieden:
- Keratogene ekkrine Bromhidrose als eine Sonderform der Hyperhidrose, bei der der vermehrt produzierte Schweiß die Hornschicht der Haut ständig durchfeuchtet und die Vermehrung der ortsständigen Keimflora begünstigt. Mit dem Abbau des Keratins der Hornhaut entstehen kurzkettige Fettsäuren und Amine und damit ein unangenehmer Körpergeruch, vor allem im Bereich der Leistenregion, Achselhöhlen und Füße (Zehenzwischenräume) wie auch anderen intertriginösen Arealen. Auch die Kopfhaut kann einen unangenehmen Geruch aufweisen, der meist weniger stark wahrgenommen wird, vermutlich weil sich hier die entsprechenden „Duftstoffe“ trotz der Behaarung noch relativ schnell verflüchtigen.
- Stoffwechselbedingte ekkrine Bromhidrose, bei der ein Stoffwechselleiden zum Ausscheiden von übelriechenden chemischen Komponenten wie kurzkettigen Fettsäuren (schweißartig), Ammoniak (urinartig) und Amine als auch Dimethylsulfoxid (DMSO; mit einem knoblauchartigen Geruch) führt.

## Therapie
Therapeutisch wirksam können im Falle der keratogenen ekkrinen Bromhidrose hygienische Maßnahmen in Verbindung mit einer lokalen Antisepsis z. B. mit 70%igem Alkohol sein, was zu einer Dezimierung der Problemkeime und damit zumindest zu einer Verbesserung der Geruchsbildung führen kann. Beim großen Teil der Fälle ist diese Form der Therapie jedoch unwirksam.
Mit der Behandlung von Botulinumtoxin können nur die ekkrinen Schweißdrüsen temporär funktionslos gemacht werden.
Allerdings können durch eine Saugkürettage eine Menge, aber nicht alle der Schweißdrüsen (sowohl apokrine als auch ekkrine) dauerhaft entfernt werden.

## Psychische Belastung
Da von Außenstehenden ein starker Schweiß- oder Körpergeruch in der Regel als mangelnde Hygiene interpretiert wird, kommt es bei Betroffenen meist zu extremen psychischen Belastungen in der Freizeit als auch am Arbeitsplatz. Die Folge ist häufig soziale Isolation bis hin zu Jobverlust.

## Ursache Darm
Bei chronischem Körpergeruch wendet sich die neuere Forschung vermehrt dem Darm und dem Darmmetabolismus als potentielle Ursache zu.
Patientenorganisationen ist der starke Zusammenhang mit dem Darm keine Unbekannte. So haben sich dort bereits erste Begriffe, wie IMBS etabliert, die genau diesen Zusammenhang in den Vordergrund rücken. Angelehnt ist der Begriff IMBS auch an die englische Abkürzung IBS (Irritable Bowel Syndrome), das auf Deutsch 'Reizdarmsyndrom' bedeutet, da nicht nur eine relevante Untergruppe der Bromhidrosepatienten im späteren Verlauf auch Reizdarmsymptome zeigt, sondern da auch neuere Forschungsuntersuchungen auf dem Gebiet des Reizdarms die Brücke zum Fischgeruchsyndrom schlagen.
Diese Untersuchungen fanden u. a. erhöhte Dimethylglycin-Werte im Urin von Reizdarmpatientengruppen. Die Erkrankung Dimethyglycinuria ist eine bekannte Erkrankung, bei der es zu erhöhten Dimethylglycin-Werten im Urin kommt und die ebenfalls zu einem Fischgeruchsyndrom führen kann. Dimethylglycin liegt nämlich biochemisch im Abbauverlauf von Cholin und dieses wird im Darm zu dem stark nach Fisch riechenden Trimethylamin verstoffwechselt.